# Aritmetikus számok
A számelmélet területén aritmetikus számnak nevezik az olyan egész számokat, melyek pozitív osztóinak átlaga is egész szám. Például a 6 aritmetikus szám, mert osztóinak átlaga:
{\displaystyle {\frac {1+2+3+6}{4}}=3,}
ami szintén egész. A 2 viszont nem aritmetikus szám, mert osztóinak (1 és 2) átlaga, a másfél nem egész szám. Minden páratlan prímszám aritmetikus.
Az első néhány aritmetikus szám:
1, 3, 5, 6, 7, 11, 13, 14, 15, 17, 19, 20, 21, 22, 23, 27, 29, 30, 31, 33, 35, 37, 38, 39, 41, 42, 43, 44, 45, 46, 47, 49, ... (A003601 sorozat az OEIS-ben).

## Sűrűségük
Ismert, hogy az aritmetikus számok aszimptotikus sűrűsége 1: valóban, hiszen az X-nél kisebb nem aritmetikus számok aránya aszimptotikusan
{\displaystyle \exp \left({-c{\sqrt {\log \log X}}}\right)}
ahol c = 2 √ log 2 + o(1).
Egy N szám akkor aritmetikus, ha osztóinak száma, d(N) osztója az osztók összegének, σ(N)-nek. Ismert, hogy a szigorúbb feltételnek eleget tevő számok, ahol d(N)2 osztja σ(N)-t, éppen 1/2.